# Adrian Elrick
Adrian Coroon Elrick (Aberdeen, 1949. szeptember 29. – ) új-zélandi válogatott labdarúgó. 

## Pályafutása

### Klubcsapatban
Aberdeenben született Skóciában, de még fiatal korában Új-Zélandra költözött. 1968 és 1985 között a North Shore United játékosa volt, melynek tagjaként 1977-ben megnyerte az új-zélandi bajnokságot.

### A válogatottban
1975 és 1984 között 53 alkalommal szerepelt az új-zélandi válogatottban és 1 gólt szerzett. 1975. július 26-án mutatkozott be egy Kína elleni mérkőzésen, amit 2–0-ra megnyertek. Részt vett az 1982-es világbajnokságon, ahol a Skócia, a Szovjetunió és a Brazília elleni csoportmérkőzésen is kezdőként lépett pályára.

## Sikerei, díjai
North Shore United
- Új-zélandi bajnok (1): 1977